# اندی فرل
اندی فرل (انگلیسی: Andy Ferrell؛ زادهٔ ۹ ژانویهٔ ۱۹۸۴) بازیکن فوتبال اهل بریتانیا است.
از باشگاه‌هایی که در آن بازی کرده‌است می‌توان به باشگاه فوتبال یورک سیتی، باشگاه فوتبال بلیث اسپارتانس، باشگاه فوتبال بارو، باشگاه فوتبال گیتزهد، باشگاه فوتبال کیدرمینستر هاریرس، باشگاه فوتبال واتفورد، و باشگاه فوتبال هرفورد یونایتد اشاره کرد.